# Gnilec (jezioro)
Gnilec (niem. Fauler See) – niewielkie, płytkie jezioro na Równinie Torzymskiej, w powiecie słubickim, w gminie Słubice.

## Charakterystyka
Jezioro położone wśród lasów, około 1 km na południe od miejscowości Kunowice. Jezioro silnie  zeutrofizowane, porośnięte roślinnością wodną w tym głównie przez wywłócznika kłosowego, pałkę szerokolistną oraz rogatka sztywnego.
Od jeziora pochodzi nazwa miejsca obsługi podróżnych Gnilec przy autostradzie A2.